# Svatý Jan
Svatý Jan (deutsch St. Johann ob Skrejschow) ist eine Gemeinde in Tschechien. Sie liegt 23 Kilometer südöstlich von Příbram und gehört zum Okres Příbram.

## Geographie
Der Ort befindet sich rechtsseitig des Moldautales auf einer Anhöhe über dem Tal des Flüsschens Brzina im Mittelböhmischen Hügelland. Nachbarorte sind Skrýšov, Jedle, Samoty und Medná im Norden, Štíleček und Hrabří im Osten, Smrčí im Süden, Bražná im Südwesten sowie Brzina im Westen.

## Geschichte
An einer wundertätigen Quelle auf der bewaldeten Anhöhe oberhalb von Skrýšov und Jedle errichtete im Jahre 1705 der Grundherr Adam Ignaz Mladota von Solopisk einen den Vierzehn Nothelfern und dem hl. Johannes von Nepomuk geweihte Kapelle. Zu dieser Zeit befand sich in den Wäldern lediglich ein Forsthaus.
Nachdem der Fürstlich Schwarzenbergische Oberforstmeister Norbert Kfelíř ze Zakšova die Herrschaft Skrýšov erworben hatte, ließ er in den Jahren 1760 bis 1764 anstelle der Kapelle die barocke Kirche des Hl. Johannes von Nepomuk errichten. Bei der Kirche entstand zunächst ein Wohnhaus für den Kaplan und schließlich eine Siedlung, die den Namen podle kostela (unter der Kirche) erhielt. Zur besseren Unterscheidung von anderen Orten entstand die Bezeichnung Svatý Jan nad Skrýšovem.
Als Pfarrer wurde der Schlosskaplan Engelthaler eingesetzt, und später erfolgte die geistliche Betreuung bis zu deren Auflösung im Jahre 1785 durch die Johannisbrüderschaft. Nach der Aufhebung der Patrimonialherrschaften wurde Svatý Jan eine selbstständige Gemeinde.

## Ortsgliederung
Die Gemeinde Svatý Jan besteht aus den Ortsteilen Bražná (Braschna), Brzina (Bresin), Drážkov (Draschkow), Hojšín (Hojschin), Hrachov (Hrachow), Řadovy (Radau), Skrýšov (Skrejschow) und Svatý Jan (St. Johann) sowie den Siedlungen Buzice (Busitz), Přívozec (Pschiwosetz), Radobyl, Šourkův Mlýn.

## Sehenswürdigkeiten

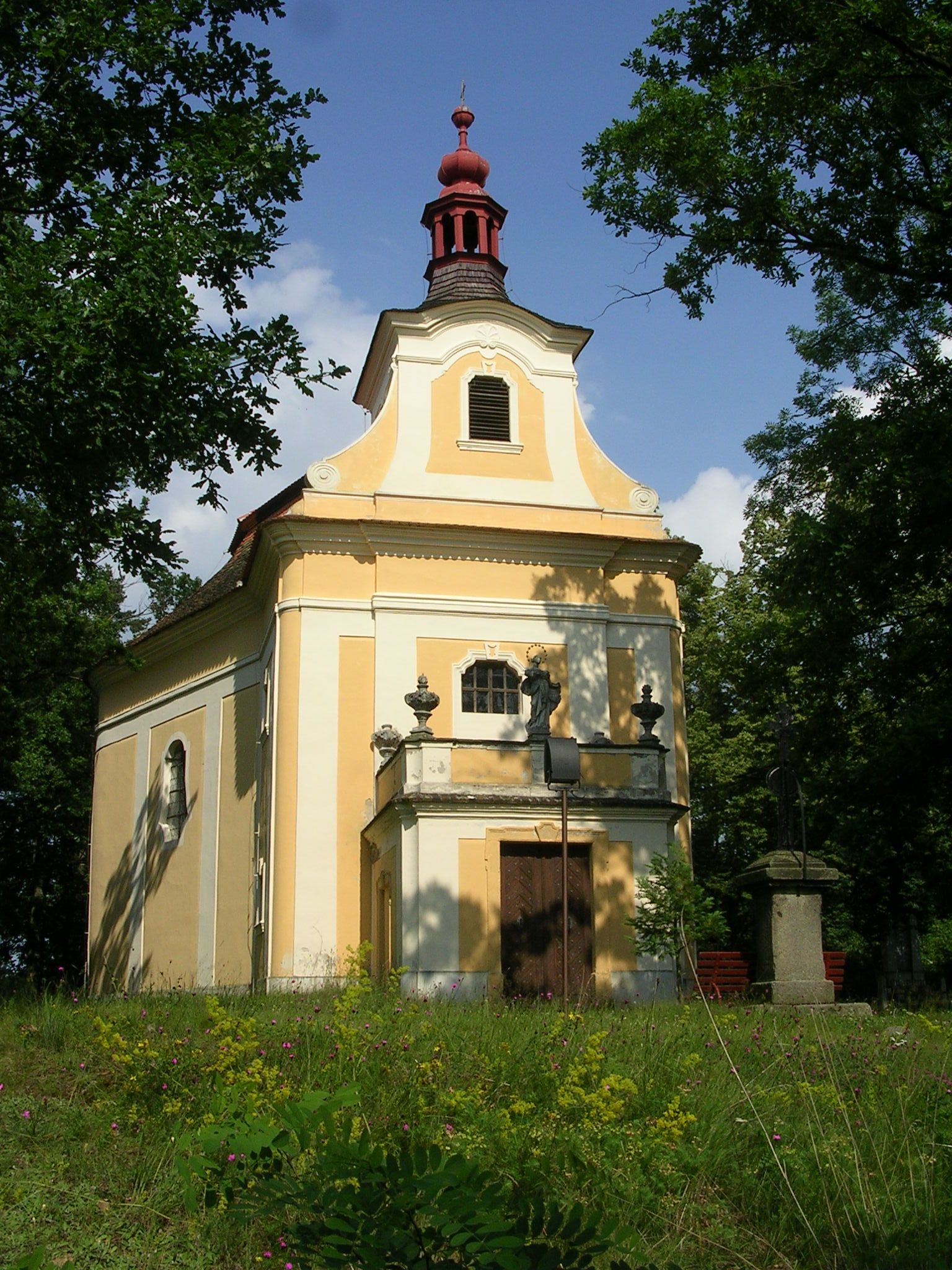
Kirche des Hl. Johannes von Nepomuk

- Kirche des Hl. Johannes von Nepomuk in Svatý Jan
- Kapelle in Bražná
- Kapellen und Speicher in Drážkov
- Kapelle in Hojšín
- Rotunde in Brzina
- Jüdischer Friedhof bei Radobyl
- Ehemalige Synagoge in Drážkov
- Schloss und Kapelle in Skrýšov